# Cabo San Lucas International Airport
Cabo San Lucas International Airport är en flygplats i Mexiko.   Den ligger i kommunen Los Cabos och delstaten Baja California Sur, i den västra delen av landet, 1 200 km väster om huvudstaden Mexico City. Cabo San Lucas International Airport ligger 205 meter över havet.
Terrängen runt Cabo San Lucas International Airport är kuperad åt nordväst, men åt sydost är den platt. Terrängen runt Cabo San Lucas International Airport sluttar söderut.  Närmaste större samhälle är Cabo San Lucas, 6,8 km söder om Cabo San Lucas International Airport. 